# Jóhann Jóhannsson
Jóhann Gunnar Jóhannsson (Reykjavik, 19 september 1969 – Berlijn, 9 februari 2018) was een IJslands componist van onder meer filmmuziek en minimalistische muziek.

## Carrière
Jóhanns muziekstijl was in het algemeen elektronische muziek met invloeden van de klassieke muziek. Hij produceerde zijn eerste album onder eigen naam met de titel: Englabörn in 2002. Ook heeft Jóhann als filmcomponist aan diverse soundtracks gewerkt, eerst voor films uit zijn eigen land. Hij werd internationaal bekend met de filmmuziek voor Prisoners en The Theory of Everything. Met de laatstgenoemde film won hij in 2015 een Golden Globe voor de 'beste originele filmmuziek'. Daarnaast werd hij tweemaal genomineerd voor een Oscar voor beste filmmuziek, met de films The Theory of Everything en Sicario. Zijn muziek voor Blade Runner 2049 werd om onduidelijke redenen vervangen door die van Hans Zimmer. Kort voor zijn dood werd hij ingehuurd voor de Disney-film Christopher Robin, waarvan de soundtrack uiteindelijk geschreven werd door Jon Brion en Geoff Zanelli.
Jóhann Jóhannsson overleed onverwacht op 48-jarige leeftijd op 9 februari 2018 in zijn appartement in Berlijn.

## Discografie

### Albums
- 2002: Englabörn
- 2004: Virðulegu Forsetar
- 2006: IBM 1401, A User's Manual
- 2008: Fordlandia
- 2009: And In The Endless Pause There Came The Sound Of Bees
- 2010: Live Recordings
- 2014: McCanick
- 2015: End of Summer (met Hildur Guðnadóttir en Robert Aiki Aubrey Lowe)
- 2016: Orphée
- 2019: Retrospective I
- 2020: Retrospective II

### Soundtrackalbums
- 2004: Dis
- 2011: The Miners' Hymns
- 2012: Free the Mind
- 2012: Copenhagen Dreams
- 2013: Prisoners
- 2013: McCanick
- 2014: The Theory of Everything
- 2014: I Am Here (met B.J. Nilsen)
- 2015: Sicario
- 2016: Arrival
- 2018: The Mercy
- 2018: Mary Magdalene (met Hildur Guðnadóttir)
- 2018: Mandy
- 2019: The Shadow Play (met Jonas Colstrup)
- 2019: White Black Boy
- 2020: Last and First Men (met Yair Elazar Glotman)
- 2020: Personal Effects
- 2022: Blind Massage (met Jonas Colstrup)

## Filmografie

### Speelfilms
- 2000: Íslenski draumurinn (The Icelandic Dream)
- 2000: Óskabörn þjóðarinnar (Plan B)
- 2002: Maður eins og ég (A Man Like Me)
- 2004: Dís
- 2006: Blóðbönd (Thicker Than Water)
- 2007: Opium: Egy elmebeteg nö naplója (Opium: Diary of a Madwoman)
- 2007: Voleurs de chevaux (In the Arms of my Enemy)
- 2009: Personal Effects
- 2010: De día y de noche (By Day and By Night)
- 2012: For Ellen
- 2012: Fu cheng mi shi (Mystery)
- 2013: Prisoners
- 2013: McCanick
- 2014: Tui na (Blind Massage)
- 2014: The Theory of Everything
- 2014: I Am Here (The 11th Hour)
- 2015: Sicario
- 2016: Lovesong
- 2016: Arrival
- 2016: I blodet (In the Blood)
- 2017: Mother!
- 2017: A hentes, a kurva és a félszemü (The Butcher, the Whore and the One-Eyed Man)
- 2018: Mandy
- 2018: The Mercy
- 2018: Mary Magdalene (met Hildur Guðnadóttir)
- 2018: The Shadow Play (met Jonas Colstrup)
- 2020: Last and First Men (met Yair Elazar Glotman)

### Documentaires
- 2005: Ashes and and
- 2009: Drømme i Købbenhavn (Dreams in Copenhagen)
- 2010: The Miners' Hymns
- 2010: The Good Life
- 2012: Free the Mind
- 2012: Sort hvid dreng (White Black Boy)
- 2014: Så meget godt i vente (Good Things Await)

### Televisieseries
- 2008: Svartir englar (met Nicklas Schmidt)
- 2015: Trapped (met Hildur Guðnadóttir en Rutger Hoedemaekers)

## Prijzen en nominaties

### Academy Awards
| Jaar | Titel                    | Categorie        | Uitslag     |
| ---- | ------------------------ | ---------------- | ----------- |
| 2015 | The Theory of Everything | Beste filmmuziek | Genomineerd |
| 2016 | Sicario                  | Beste filmmuziek | Genomineerd |

### BAFTA Awards
| Jaar | Titel                    | Categorie        | Uitslag     |
| ---- | ------------------------ | ---------------- | ----------- |
| 2015 | The Theory of Everything | Beste filmmuziek | Genomineerd |
| 2016 | Sicario                  | Beste filmmuziek | Genomineerd |
| 2017 | Arrival                  | Beste filmmuziek | Genomineerd |

### Golden Globe Awards
| Jaar | Titel                    | Categorie        | Uitslag     |
| ---- | ------------------------ | ---------------- | ----------- |
| 2015 | The Theory of Everything | Beste filmmuziek | Gewonnen    |
| 2017 | Arrival                  | Beste filmmuziek | Genomineerd |

### Grammy Awards
| Jaar | Titel                    | Categorie                                     | Uitslag     |
| ---- | ------------------------ | --------------------------------------------- | ----------- |
| 2016 | The Theory of Everything | Beste partituur soundtrack voor visuele media | Genomineerd |
| 2018 | Arrival                  | Beste partituur soundtrack voor visuele media | Genomineerd |

### Andere Awards
| Jaar | Award                   | Film    | Categorie                      | Uitslag  |
| ---- | ----------------------- | ------- | ------------------------------ | -------- |
| 2017 | World Soundtrack Awards | Arrival | Best Film Composer of the Year | Gewonnen |

## Hitlijsten

### Albums
| Album met hitnotering(en) in de Vlaamse Ultratop 200 albums | Datum van verschijnen | Datum van binnenkomst | Hoogste positie | Aantal weken | Opmerkingen |
| ----------------------------------------------------------- | --------------------- | --------------------- | --------------- | ------------ | ----------- |
| Englabörn                                                   | 2002                  | 01-03-2008            | 69              | 1            |             |
| Fordlândia                                                  | 2008                  | 15-11-2008            | 25              | 7            |             |
| The Theory Of Everything                                    | 2014                  | 14-01-2023            | 172             | 4            | soundtrack  |
| Orphée                                                      | 2016                  | 24-09-2016            | 46              | 16           |             |
| Englabörn & Variations                                      | 2018                  | 31-03-2018            | 142             | 4            |             |
| Retrospective II                                            | 2020                  | 26-09-2020            | 171             | 1            |             |